# Єршипосинське сільське поселення
Єршипо́синське сільське поселення (рос. Ершипосинское сельское поселение) — муніципальне утворення у складі Вурнарського району Чувашії, Росія. Адміністративний центр — присілок Єршипосі.
Станом на 2002 рік центром Єршипосинської сільської ради був присілок Одіково.

## Населення
Населення — 1489 осіб (2019, 1708 у 2010, 1973 у 2002).

## Склад
До складу поселення входять такі населені пункти:
| Населений пункт      | Населення, осіб (2002) | Населення, осіб (2010) |
| -------------------- | ---------------------- | ---------------------- |
| Авруй, присілок      | 20                     | 5                      |
| Єршипосі, присілок   | 592                    | 526                    |
| Кошлоуші, село       | 118                    | 103                    |
| Кюстюмери, присілок  | 581                    | 525                    |
| Одіково, присілок    | 469                    | 389                    |
| Хора-Сірма, присілок | 193                    | 160                    |